# Semjon Kirillowitsch Kotelnikow

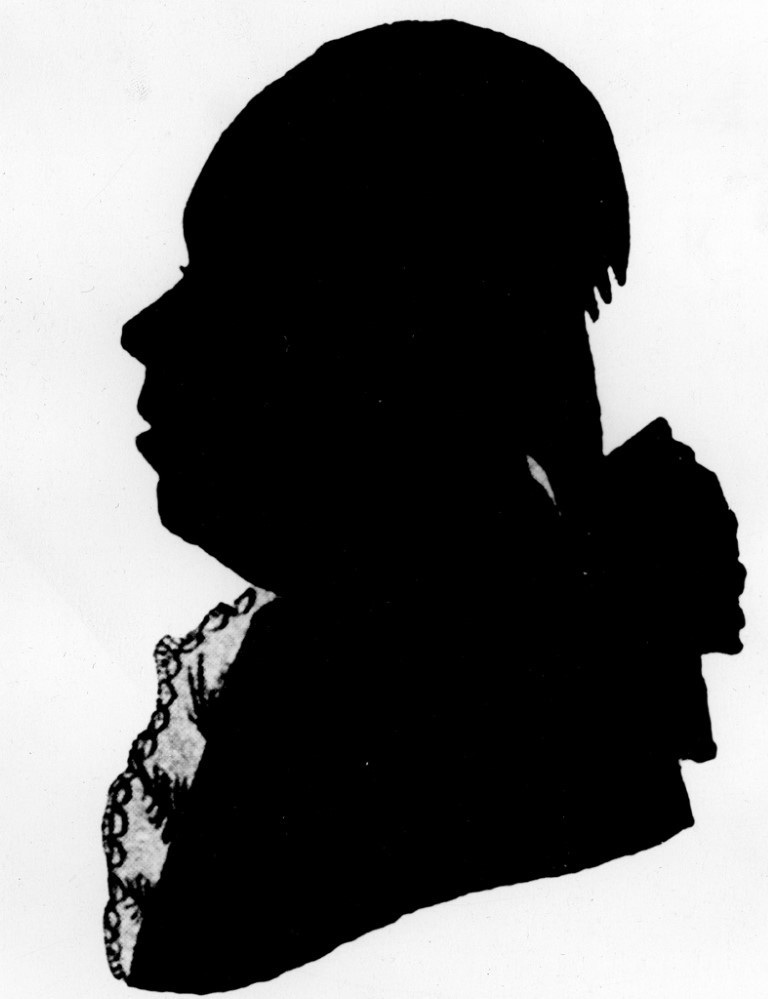
Semjon Kirillowitsch Kotelnikow (Johann Friedrich Anthing)

Semjon Kirillowitsch Kotelnikow (russisch Семён Кириллович Котельников; * 1723 in St. Petersburg; † 1. Apriljul. / 13. April 1806greg. ebenda) war ein russischer Mathematiker und Hochschullehrer.

## Leben
Kotelnikow, Sohn eines Preobraschensker Leibgardisten, besuchte ab 1734 die Schule des Erzbischofs Theophan Prokopowitsch in St. Petersburg. 1738 trat er in das Alexander-Newski-Seminar ein. 1741 wurde er zum Akademie-Gymnasium der Akademie-Universität der St. Petersburger Akademie der Wissenschaften versetzt, und 1742 begann er das Studium an der Akademie-Universität. Nach der Niederschrift der Dissertation De rectificatione et quadratura conchoidis per tangentem wurde er zum Akademie-Adjunkten ernannt und zur Weiterbildung ins Ausland geschickt. Er ging 1752 nach Berlin und studierte bei Leonhard Euler bis 1756. Nach seiner Rückkehr nach St. Petersburg wurde er außerordentlicher Professor am Lehrstuhl für Höhere Mathematik der St. Petersburger Akademie der Wissenschaften. 1760 erhielt er die ordentliche Professur.
1761 wurde Kotelnikow Inspektor des Akademie-Gymnasiums. Er entwickelte Pläne zur Reformierung des Akademie-Gymnasium und der Akademie-Universität, worauf er 1766 das Inspektorenamt verlor. Er leitete das Geographie-Departement, die Bibliothek und die Kunstkammer. Dazu lehrte er am Marinekadettenkorps Mathematik und Navigation. Er gab die Chroniken der Nowgoroder Auferstehungskirche und der Nowgoroder Sophienkathedrale heraus. Er beteiligte sich an der Arbeit der Kommission für die Stärkung der Volksbildung.
Kotelnikow verfasste meist lateinische Fachartikel (Phaenomenorum iridis seu arcus coelestis disquisitio, De aequilibrio virium corporibus applicatarum commentatio, De commoda acus declinatoriae suspensione dissertatiuncula), eine russische Monographie über das Gleichgewicht und die Bewegung von Körpern, ein Mathematik-Lehrbuch (1763), ein Geodäsie-Lehrbuch (1766) und anderes. 1969 beobachtete er in St. Petersburg zusammen mit Johann Albrecht Euler, Christian Mayer und Anders Johan Lexell den Venustransit vor der Sonne. 1783 wurde er Mitglied der inzwischen Russischen Akademie der Wissenschaften. Seit 1797 war er Ehrenmitglied der Akademie.